# Бунино (Касторенский район)
Бу́нино — деревня в Касторенском районе Курской области России. Входит в состав Успенского сельсовета.

## География
Деревня находится в восточной части Курской области, в лесостепной зоне, в пределах юго-западной части Среднерусской возвышенности, на правом берегу реки Кастора, на расстоянии примерно 2 км (по прямой) к юго-юго-востоку (SSE) от посёлка городского типа Касторное, административного центра района. Абсолютная высота — 174 м над уровнем моря.
Климат
Климат характеризуется как умеренный, со среднегодовой температурой воздуха +5,1 °C и среднегодовым количеством осадков 547 мм..
Часовой пояс
Деревня Бунино, как и вся Курская область, находится в часовой зоне МСК (московское время). Смещение применяемого времени относительно UTC составляет +3:00.

## Население
| 2002 | 2010 |
| ---- | ---- |
| 82   | ↘61  |

Гендерный состав
По данным Всероссийской переписи населения 2010 года в гендерной структуре населения мужчины составляли 52,5 %, женщины — соответственно 47,5 %.
Национальный состав
Согласно результатам переписи 2002 года, в национальной структуре населения русские составляли 93 % из 82 чел.

## Улицы
| - ул. Карла Маркса, - ул. Колхозная, - ул. Лесная, - ул. Сосновая, - ул. Цветочная. |